# 马日雷
马日雷（法語：Mageret，法語發音：[maʒʁɛ]）是比利时瓦隆大区盧森堡省巴斯托涅的一个村庄。